# Franz-Josef Bode
Franz-Josef Hermann (Franz-Josef) Bode (Paderborn, 16 februari 1951) is een Duits geestelijke en bisschop van de Rooms-Katholieke Kerk.
Bode werd op 13 december 1975 tot priester gewijd. Hij was enige jaren werkzaam aan het seminarie van Osnabrück en als vicaris in Lippstadt. Op 5 juni 1991 werd hij benoemd tot hulpbisschop van Paderborn en daartoe op 1 september 1991 gewijd.
Vier jaar later, op 26 november 1995 werd hij geïnstalleerd als bisschop van Osnabrück. Op 25 maart 2023 werd bekend dat Bode zijn ontslag heeft ingediend en dat dit door de paus is aanvaard.